# Coupe CECAFA des nations 1989
Navigation
Malawi 1988 Zanzibar 1990
La Coupe CECAFA des nations 1989 est la seizième édition de la Coupe CECAFA des nations qui a eu lieu au Kenya du 2 au 16 décembre 1989. Les nations membres de la CECAFA (Confédération d'Afrique centrale et de l'Est) sont invitées à participer à la compétition.
C'est l'Ouganda, qui remporte la compétition en s'imposant en finale face au tenant du titre, le Malawi. Le pays organisateur, le Kenya termine à la troisième place. C'est le quatrième titre de champion de la CECAFA pour la sélection ougandaise.

## Équipes participantes
- Kenya - Organisateur
- Malawi - Tenant du titre
- Zanzibar
- Tanzanie
- Kenya B
- Zambie
- Zimbabwe
- Ouganda

## Compétition

### Premier tour

#### Groupe A
| Rang | Équipe   | Pts | J | G | N | P | Bp | Bc | Diff |  | Résultats (▼ dom., ► ext.) |  |     |     |     |
| ---- | -------- | --- | - | - | - | - | -- | -- | ---- |  | -------------------------- |  | --- | --- | --- |
| 1    | Kenya    | 6   | 3 | 3 | 0 | 0 | 6  | 3  | +3   |  | Kenya                      |  | 2-1 | 2-1 | 2-1 |
| 2    | Ouganda  | 3   | 3 | 1 | 1 | 1 | 7  | 4  | +3   |  | Ouganda                    |  |     | 1-1 | 5-1 |
| 3    | Zimbabwe | 3   | 3 | 1 | 1 | 1 | 5  | 3  | +2   |  | Zimbabwe                   |  |     |     | 3-0 |
| 4    | Tanzanie | 0   | 3 | 0 | 0 | 3 | 2  | 10 | -8   |  | Tanzanie                   |  |     |     |     |

#### Groupe B
| Rang | Équipe     | Pts | J | G | N | P | Bp | Bc | Diff |  | Résultats (▼ dom., ► ext.) |  |     |     |     |
| ---- | ---------- | --- | - | - | - | - | -- | -- | ---- |  | -------------------------- |  | --- | --- | --- |
| 1    | Zambie     | 5   | 3 | 2 | 1 | 0 | 2  | 0  | +2   |  | Zambie                     |  | 0-0 | 1-0 | 1-0 |
| 2    | ' Malawi'T | 4   | 3 | 1 | 2 | 0 | 1  | 0  | +1   |  | ' Malawi'T                 |  |     | 0-0 | 1-0 |
| 3    | Zanzibar   | 2   | 3 | 0 | 2 | 1 | 0  | 1  | -1   |  | Zanzibar                   |  |     |     | 0-0 |
| 4    | Kenya B    | 1   | 3 | 0 | 1 | 2 | 0  | 2  | -2   |  | Kenya B                    |  |     |     |     |

### Demi-finales
| 13 décembre 1989 | Zambie | 1 - 3 | Ouganda | Nyayo Stadium, Nairobi |  |
|                  |        |       |         |                        |  |

| 14 décembre 1989 | Zambie | 0 - 1 | Malawi | Nyayo Stadium, Nairobi |  |
|                  |        |       |        |                        |  |

### Match pour la3eplace
| 15 décembre 1989 | Kenya | 1 - 0 | Zambie | Nyayo Stadium, Nairobi |  |
|                  |       |       |        |                        |  |

### Finale
| 16 décembre 1989 | Ouganda                           | 3 - 3 | Malawi                            | Nyayo Stadium, Nairobi |  |
|                  | Hasule 12e · Vubya 42e · Kato 85e |       | Dzikambane 5e · Chimodzi 18e, 39e |                        |  |
|                  | Tirs au but 2-1                   |       |                                   |                        |  |

| Vainqueur Coupe CECAFA 1989 Ouganda 4e titre |

## Sources et liens externes
- (en) Feuilles de matchs et infos sur RSSSF